# Melitón Barba
El Doctor Melitón Barba Camacho (San Salvador, El Salvador, 26 de octubre de 1924-ibidem, 29 de junio de 2001) fue un escritor y médico salvadoreño.

## Trayectoria
Estudió en Facultad de Medicina de la Universidad de El Salvador. Realizó estudios de postgrado en las áreas de ortopedia y traumatología en Italia y Argentina. También se interesó en el estudio científico de la acupuntura, la homeopatía y otras formas de medicina alternativa. En la década de 1960 ejerció como catedrático universitario de la Universidad de El Salvador (UES). Por su ideología de izquierda y su oposición a los gobiernos militares tuvo que exiliarse en varias ocasiones. Residió en México (1965 y 1976-1977) y Nicaragua (1980-1988). 
Sus cuentos se enmarcan dentro de la corriente de la narrativa regionalista. Muchos de sus relatos abordan temas relacionados con la profesión médica y con sus convicciones políticas. En su juventud publicó sobre todo trabajos de investigación médica. Comenzó a publicar cuentos, cuando tenía casi 60 años con la edición de la colección de cuentos Todo tiro a Jon (Managua, 1984).

## Obras

### Cuentos
- Cuenta la leyenda que (Managua, 1985)
- Olor a muerto (San Salvador, 1986)
- Puta vieja (San Salvador, 1988)
- Cartas marcadas (San Salvador, 1989)
- La sombra del ahorcado (San Salvador, 1994)
- Alquimia para hacer el amor (San Salvador, 1997)
- En un pequeño motel (San Salvador, 2000)

### Ensayos y trabajos médicos
- El Juramento Hipocrático y la responsabilidad social del médico (San Salvador, 1963)
- Apuntes de Ortopedia y traumatología (San Salvador, 1971)
- Control de la Natalidad en El Salvador (San Salvador, 1996)
- La otra medicina (San Salvador, 1999)
- Las pasiones y las enfermedades (San Salvador, 2000)

### Otros textos
- Ítalo López Vallecillos, el político (San Salvador, 1996)
- Literatura y medicina (San Salvador, 1998)
- Autobiografía: Melitón Barba (1925-2038) (San Salvador, 1999)